# Chasing Highs
Chasing Highs è un singolo della cantante finlandese Alma, pubblicato il 23 marzo 2017.

## Video musicale
Il video musicale è stato reso disponibile il 31 marzo 2017.

## Tracce
Testi e musiche di Alma-Sofia Miettinen, Alexsej Vlasenko, Henrik Meinke, Jeremy Chacon, Jonas Kalisch e Pascal Reinhardt.
Download digitale
1. Chasing Highs – 3:15

Download digitale – Acoustic Piano Version
1. Chasing Highs (Acoustic Piano Version) – 3:15

Download digitale – Le Youth Remix
1. Chasing Highs (Le Youth Remix) – 3:38

Download digitale – Murder He Wrote Remix
1. Chasing Highs (Murder He Wrote Remix) – 3:38

Download digitale – Felix Cartal Remix
1. Chasing Highs (Felix Cartal Remix) – 3:40

Download digitale – Roosevelt Remix
1. Chasing Highs (Roosevelt Remix) – 4:01

## Formazione
Musicisti
- Alma – voce
- Jeremy Chacon – basso
- Alexsej Vlasenko – batteria
- Henrik Meinke – pianoforte
- Jonas Kalisch – sintetizzatore

Produzione
- Hitimpulse – produzione
- Stuart Hawkes – mastering
- Mark Ralph – missaggio

## Classifiche

### Classifiche settimanali
| Classifica (2017) | Posizione massima |
| ----------------- | ----------------- |
| Austria           | 22                |
| Finlandia         | 10                |
| Germania          | 17                |
| Irlanda           | 33                |
| Polonia           | 46                |
| Regno Unito       | 18                |
| Slovacchia        | 69                |
| Svizzera          | 43                |

### Classifiche di fine anno
| Classifica (2017) | Posizione |
| ----------------- | --------- |
| Germania          | 79        |
| Regno Unito       | 96        |